# Cobîlea, Șoldănești
Cobîlea (cunoscut și ca Cobîlnea) este un sat din raionul Șoldănești, Republica Moldova.

## Etimologie
Conform Dicționarului Explicativ al limbii române - CÓBILĂ, cobile, are mai multe sensuri și anume: s. f. 1. Suport alcătuit din două lemne împreunate, care servește la transportarea plugului pe drum. 2. Scaun pe care rotarul așază roțile când montează spițele sau obezile - Sl. kobyla "iapă". Istoricii însă au diferite teorii referitoare la originea numelui „Cobîlea”. Conform uneia dintre ele „cobila” semnifica o formațiune statală, adică cei ce s-au așezat în acele locuri știau despre existența unei formațiuni statale cu capitala în acel loc, sau au vrut ca numele localității lor să sugereze o astfel de formațiune.
O a altă ipoteză este bazată pe o legendă, conform căreia un țăran ce avea un instrument de reparat roțile la căruțe, o „cobilă”, după ce a văzut niște locuri pitorești din valea unui pârăiaș, s-a oprit cu traiul acolo. Oamenii trecând pe acolo, reparau după necesitate la el roțile. Astfel, cu timpul deveni o obișnuință de a face un popas la omul cu cobila, unde erau întâmpinați cu vorbe bune. Mai târziu, ținând cont de faptul că locul era situat pe un drum comercial, în acea zonă se mai așezaseră și alți oameni care pregăteau mese pentru trecători, hanuri, cai de schimb, etc.

## Geografie

### Așezare geografică
Satul se află la nord-estul Republicii Moldova, între Stepa Bălțului, Râul Nistru și Cetatea Sorocii. Satul este situat în centrul a patru mari mănăstiri, luate ca reper: Saharna, Japca, Dobrușa, Cușelăuca.

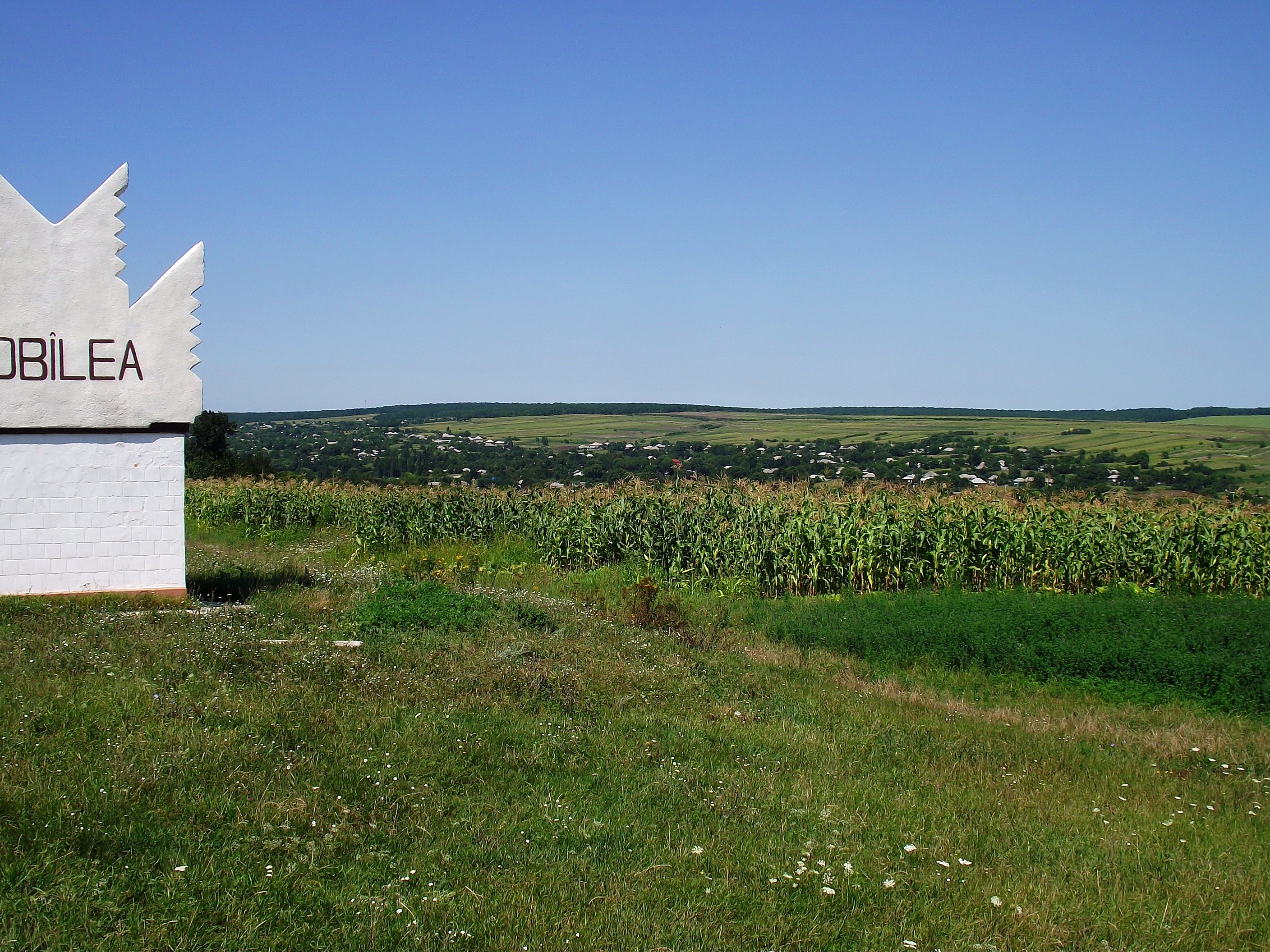
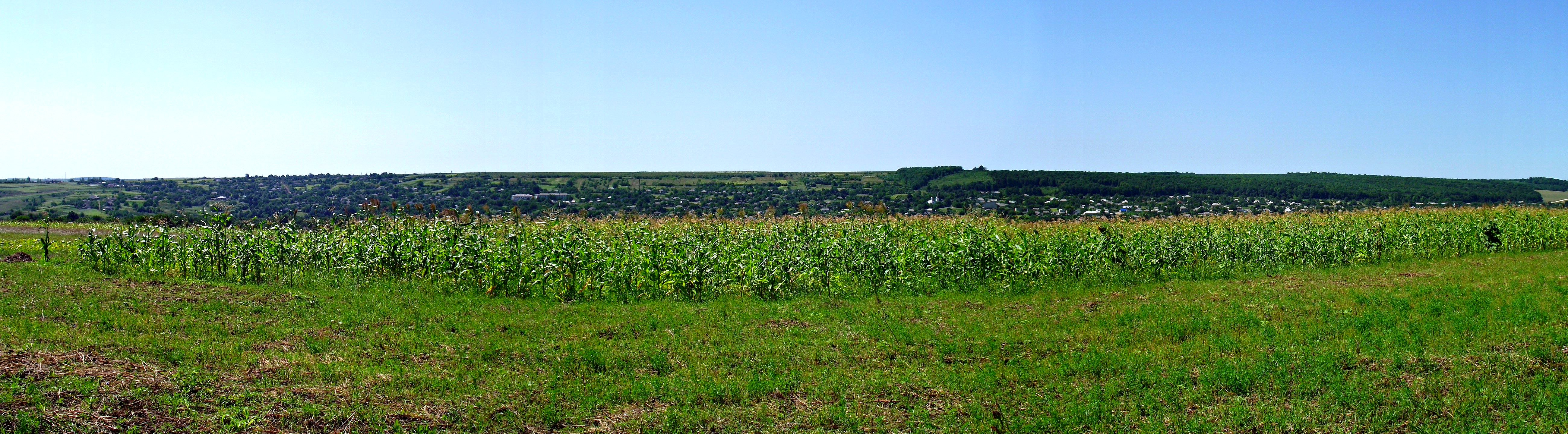
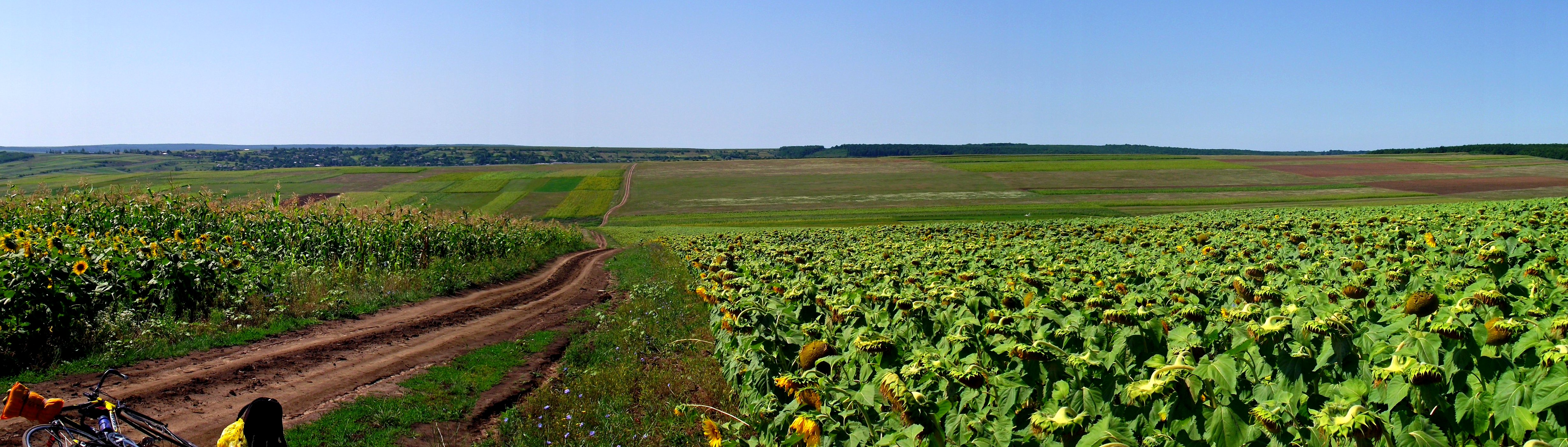
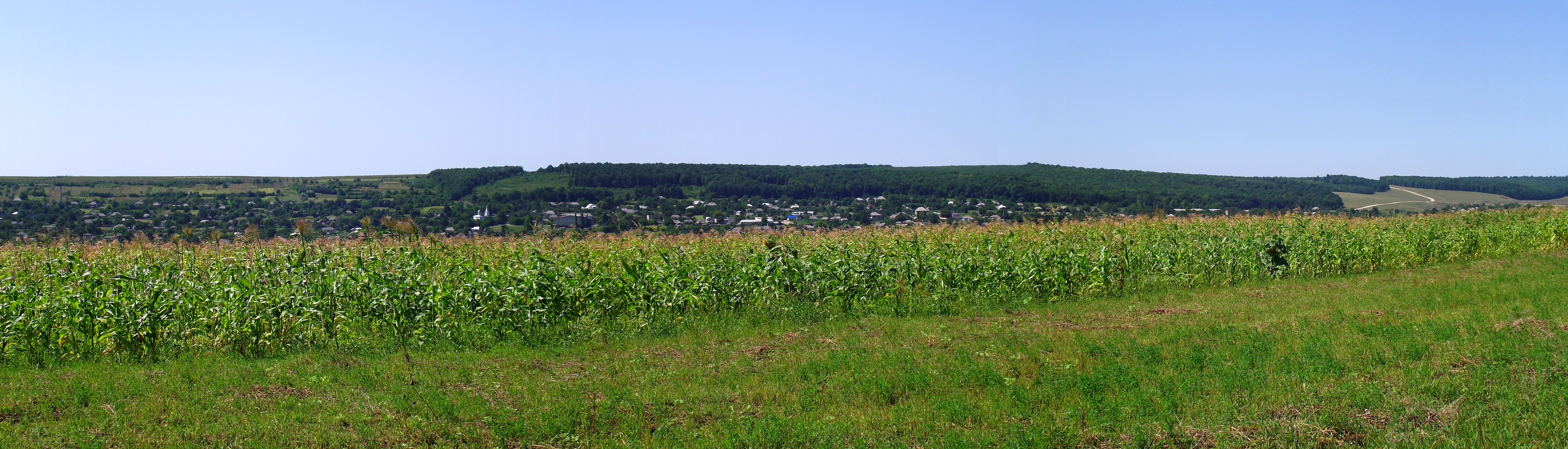

Panorame adiacente

### Apele, flora și fauna
Satul este pe podișul Nistrului, zonă bogată în păduri seculare, situat pe un teritoriu deluros, puternic fragmentat de o rețea deasă de văi și vâlcele adânci, cu păduri de fag, stejar și carpen. Satul este despărțit de un râuleț, pe alocuri foarte îngust. De asemenea există și câteva lacuri. Numeroasele dealuri au formă de cupole.
Solul este principala bogăție naturală a satului. Aici există o gamă largă de soluri, dominante fiind cernoziomurile (ocupă mai mult de 75% din suprafață).
Flora este prezentată de circa 5000 specii, dintre care 1900 specii de plante superioare și 3500 specii de plante inferioare. Răspândirea plantelor este sub influența reliefului și a elementelor pedoclimatice. După compoziția floristică cele mai bogate sunt ecosistemele forestiere (peste 800 specii), de stepă (peste 600 specii), de luncă (circa 600 specii), petrofite (circa 200) și palustre (cca 100 specii). Pădurile foioase sunt predominate de speciile de stejar, și carpen. Vegetația de stepă s-a păstrat doar pe alocuri în formă de terenuri aparte și fragmente de asociații vegetale de stepă.
Fauna este variată și bogată și se grupează în cinci biotopuri. Pădurile sunt populate de mistreți, vulpi, bursuci, cerbi, căprioare, diferite pasări și reptile. Pe câmpuri poți întâlni rozătoare. Fauna acvatică este reprezentată prin specii de crap, plătica, altele.
Pe teritoriul satului se găsesc și resurse naturale.

### Clima
Climă este temperat-continentală influențată de masele de aer atlantice dinspre Vest, mediteraneene dinspre Sud-Vest și continental-excesive dinspre Nord-Est. Temperaturile medii sunt cuprinse între -25 °C în ianuarie și +31 °C în iulie. Perioadele calde durează circa 193 zile. În ultimii ani temperaturile medii anuale sunt în creștere. Precipitațiile anuale variază în intensitate în mediu de la 711 mm până la 600 mm.

## Istorie

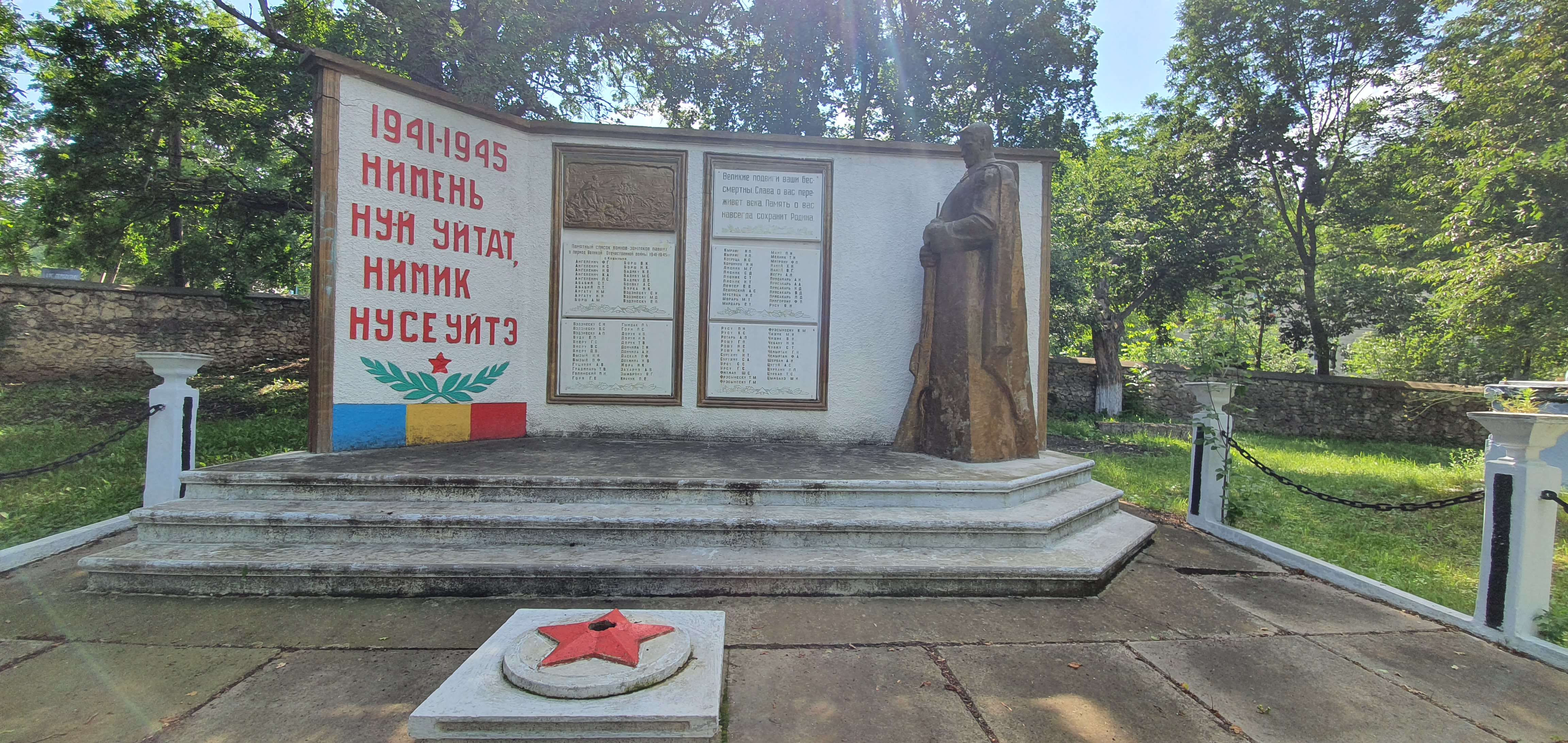
Monumentul în memoria a 97 consăteni căzuți în Al Doilea Război Mondial.

Satul este atestat documentar la 18 februarie 1456, când voievodul Petru Aron l-a dăruit lui Ioil protopop al Iașilor și fiului său Giurgiu grămătic:
„Din mila lui Dumnezeu, noi, Petru voievod, domn al Țării Moldovei. Facem cunoscut cu această carte a noastră, tuturor celor care o vor vedea sau vor auzi citindu-se, ca acest adevărat rugător al nostru, protopopul Ioil, fiul său, pan Giurgea grămatic, ne-au slujit drept și credincios. De aceea, noi, văzând dreapta și credincioasa lor slujba către noi, i-am miluit cu deosebita noastră milă și le-am dat și le-am întărit, în țara noastră, în Moldova, ocina lor dreaptă și vislujenia de la noi, satele anume: Onești, la Cârligătura, pe amândouă părțile pârâului, și prisaca pe care a întemeiat-o Giurgiu Negru, și mânăstirea lor, și loc de prisacă în acelaș hotar, și, mai sus, Vorovești, poiana de la Ștefan Roșul, pe care le-a dat-o Ștefan de bunăvoia lui, mai jos, pe același pârâu, la iazul lui Simion, loc de moara, și prisaca lor din dreptul Podobitului, în pădure, și Arpășeștii lui Arpaș, și, peste Bahlui, la Glodurile de la Movila Mare și la fântâna lui Berbeniță un loc din pustie, să-și întemeieze sat și fânaț, și, pe Șacovăț, un loc de moară unde vor putea să-și facă, și pe Stavnic, asemenea, și, deasupra Nistrului, Cunicea, amândouă cuturile, și Cobâlea, și Armeni, lângă Suceava, și seliștea lui Scandal, lângă Roșiori, și Toderești. Toate acestea mai sus-scrise să le fie, de la noi, uric și cu tot venitul, lor și copiilor lui Giurgiu, și nepoților lor, și strănepoților lor, și răstrănepoților lor, și întregului lor neam, celui mai apropiat, neclintit niciodată, în veci.

...

Iar pentru mai mare întărire a tuturor celor mai sus-scrise, am poruncit credinciosului nostru pan, Petru logofăt, să serie și să atârne pecetea noastră la această carte a noastră.

A scris Vulpaș, la Suceava, în anul 6964 <1456>, luna februarie, 18 zile.”

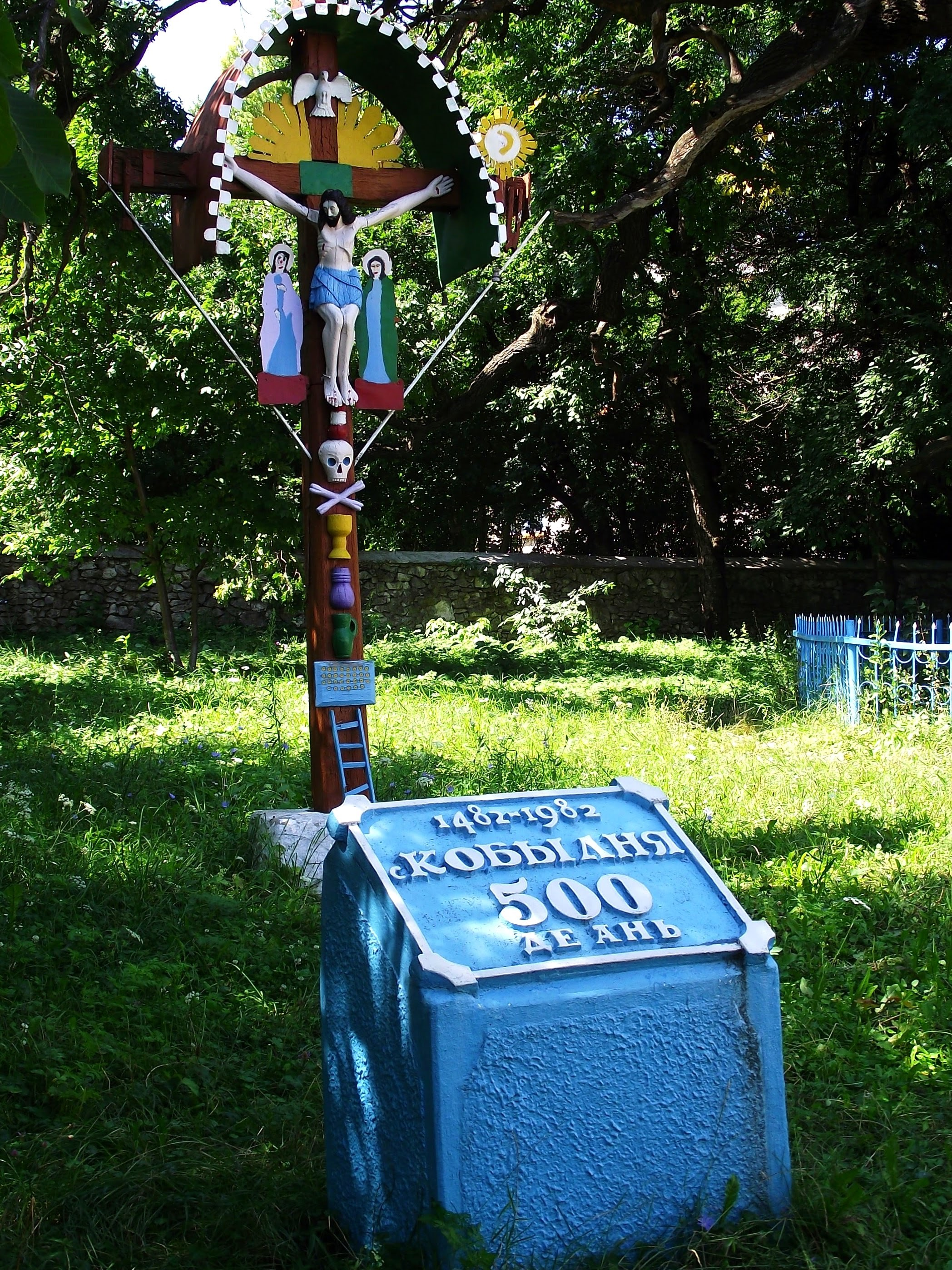
Semn comemorativ al înființării satului.

Apoi satul a ajuns în stăpânirea Fetcăi Spineanu, care l-a vândut la 15 aprilie 1482 rudei sale, Cozma ușar. În 1529 Petru Rareș dăruia acest sat lui Pavel Scripcă brănișter. În a doua jumătate a secolului satul este stăpânit de Ion Moghilă logofăt, iar apoi de urmașii săi. În 1620, după îndelungate procese de judecată Cobîlea ajunge în posesia lui Ionașco Paicul pârcălab. Între anii 1629 – 1650 Cobîlea a trecut prin vânzare de la strănepoții Cozmei la Dumitrașco Ștefan și apoi la Gorgan. Proprietatea este des tulburată prin dese procese la divan de călugării de la mănăstirea Pantocrator (în greacă: Παντοκράτορος), aflate pe Sfântul Munte Athos (a șaptea în ordinea ierarhică athonită).
Apoi trece prin zester de la Gorgan la ginerele său, Gheorghe Catargiu paharnicul. De la 1650 la 1914 Cobîlea a stat neîntrerupt în stăpânirea neamului Catargi, având următorii stăpâni: Gh. Catargi vornic – 1680; Apostol Catargi postelnic – 1710; Pătrașco Catargi pitar – 1750; Ion Catargi stolnic – 1770; Petrache Catargi paharnic – 1800; GH. Catargi – 1860; Ion Catargi – 1896.
În localitate sunt două biserici. Una din ele este identificată cu cele mai vechi monumente ale culturii religioase din Republica Moldova, care împreună cu Stejarul lui Ștefan cel Mare și Sfânt de o vârstă de 750-850 de ani, formează un ansamblu de obiecte cultural-geografice de interes internațional.

## Administrație și politică
Componența Consiliului local Cobîlea (11 consilieri), ales la 5 noiembrie 2023, este următoarea:
|  | Partid                                      | Consilieri | Componență | Componență | Componență | Componență | Componență | Componență | Componență | Componență |
|  | ------------------------------------------- | ---------- | ---------- | ---------- | ---------- | ---------- | ---------- | ---------- | ---------- | ---------- |
|  | Partidul Social Democrat European           | 8          |            |            |            |            |            |            |            |            |
|  | Partidul Acțiune și Solidaritate            | 2          |            |            |            |            |            |            |            |            |
|  | Partidul Comuniștilor din Republica Moldova | 1          |            |            |            |            |            |            |            |            |

## Galerie de imagini
Biserica „Schimbarea la Față” din localitate, monument ocrotit de stat.

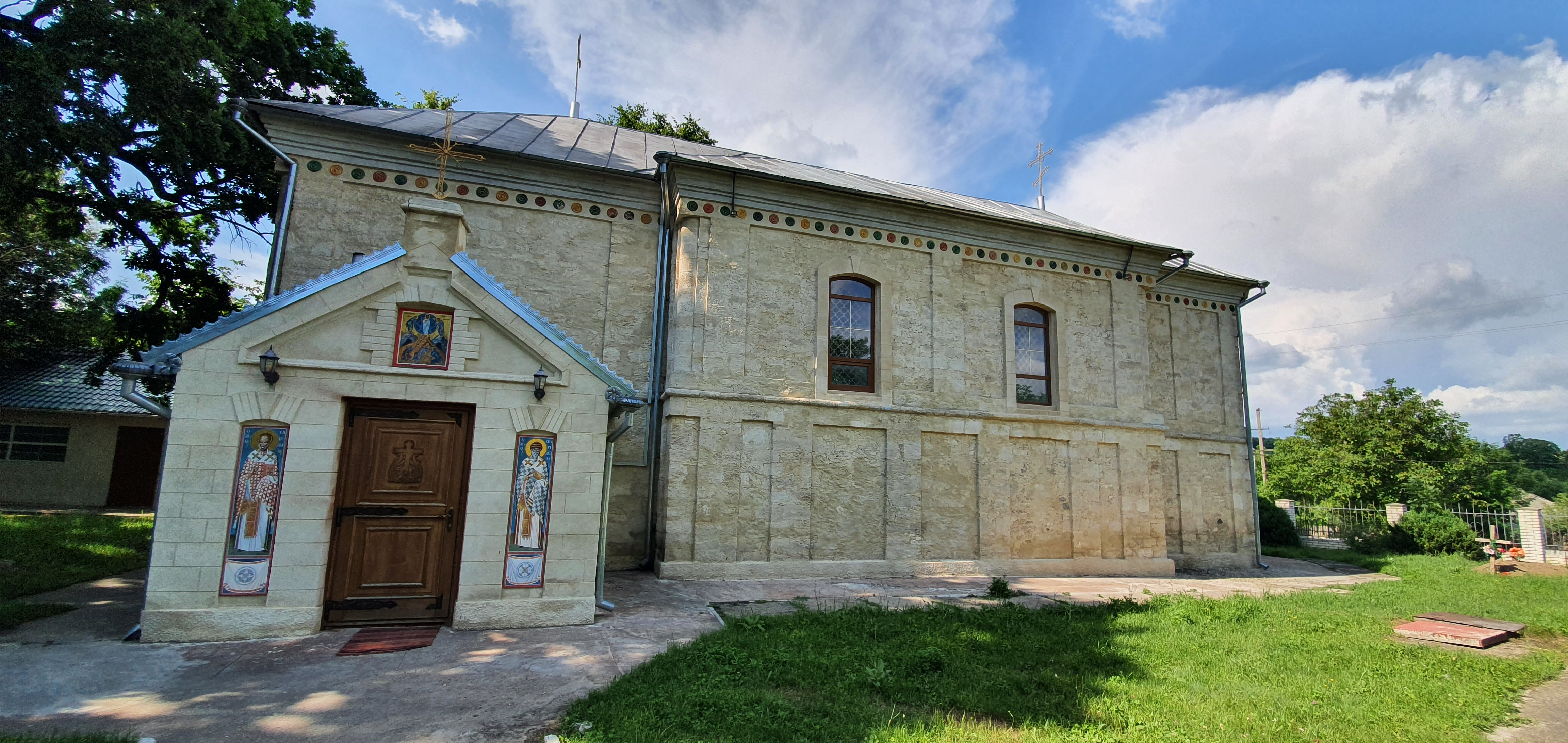
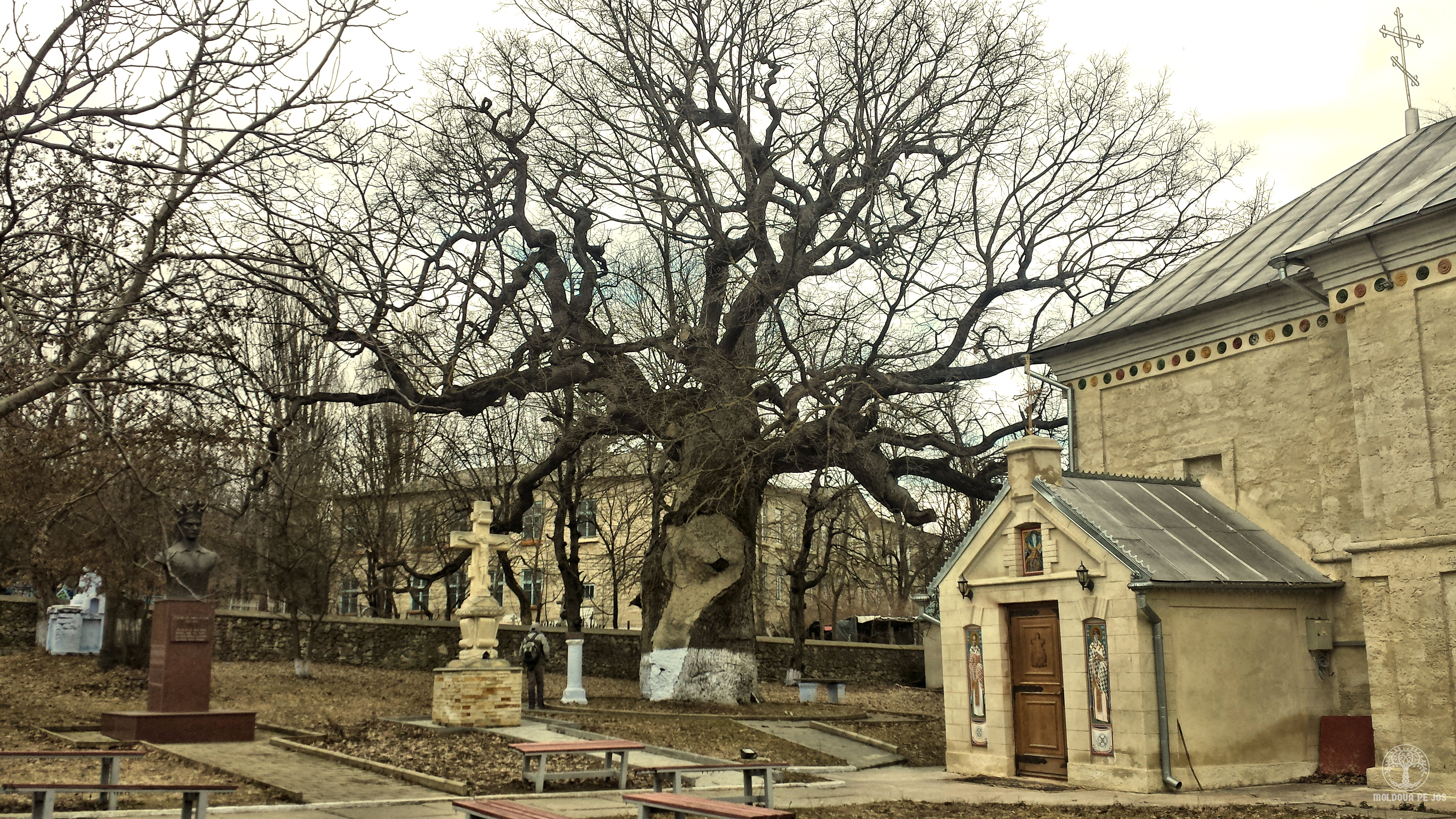
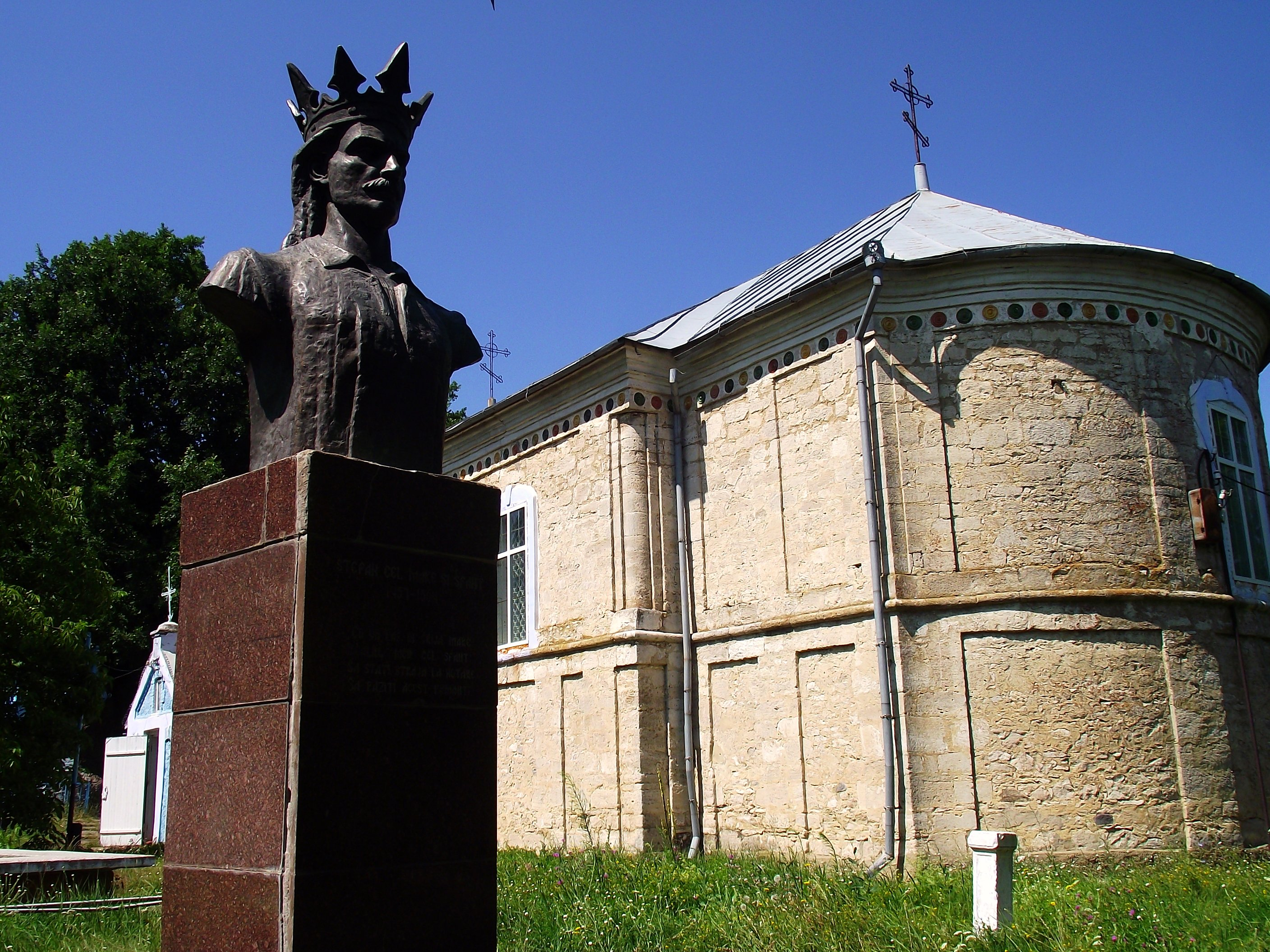
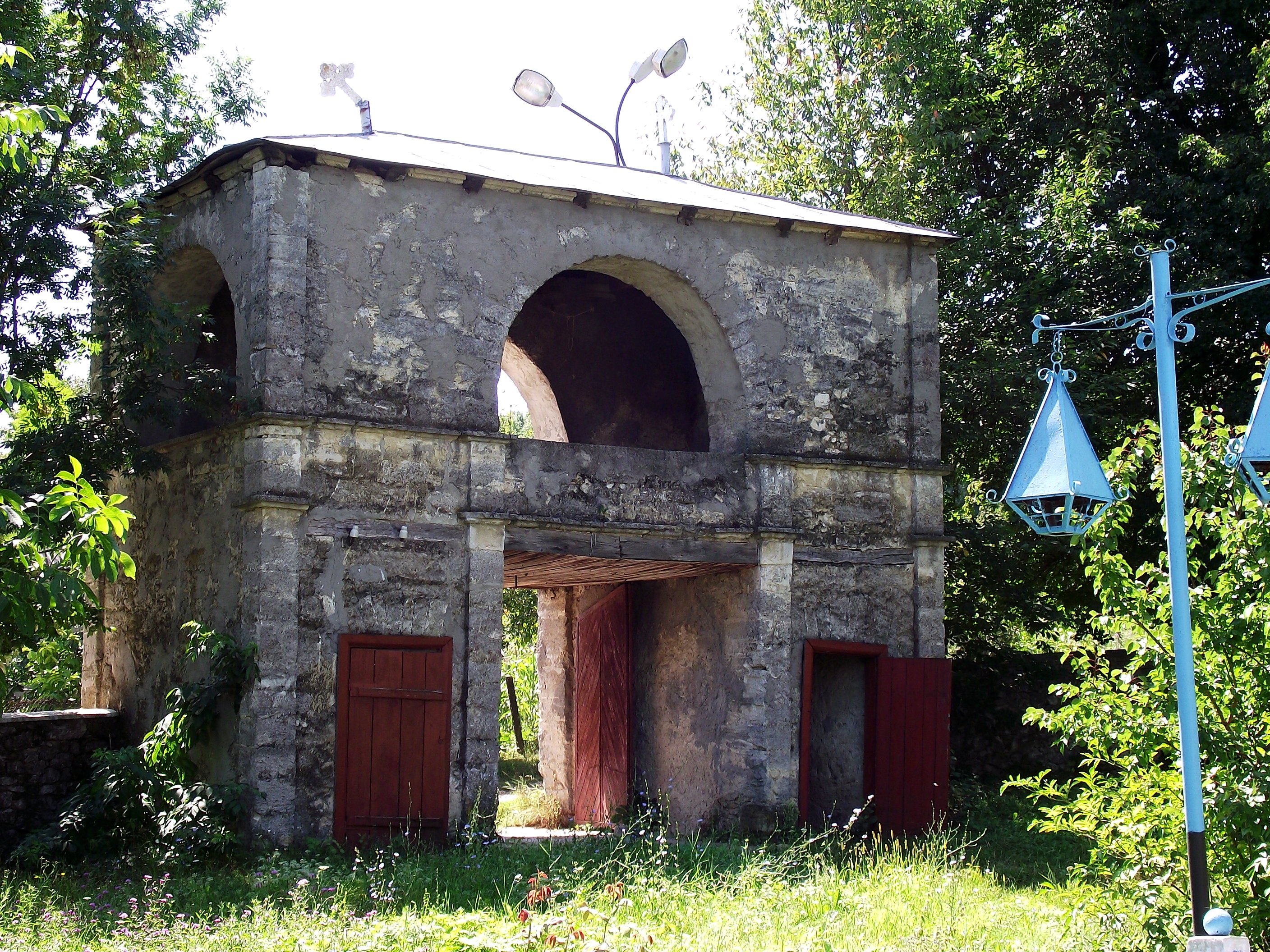
Poarta de la intrare.
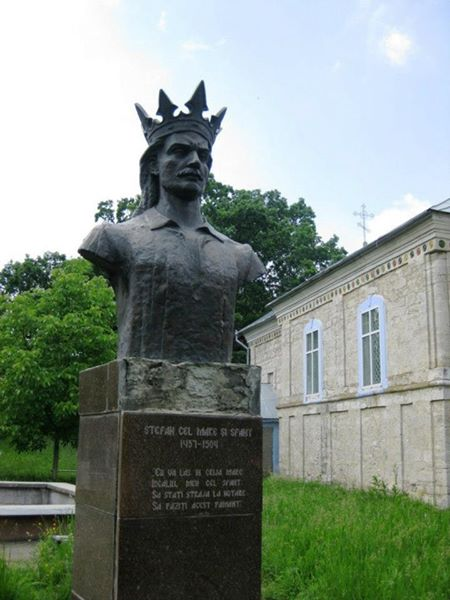
Bustul lui Ștefan cel Mare pe lângă lăcaș.

Stejarul lui Ștefan cel Mare din Cobîlea.

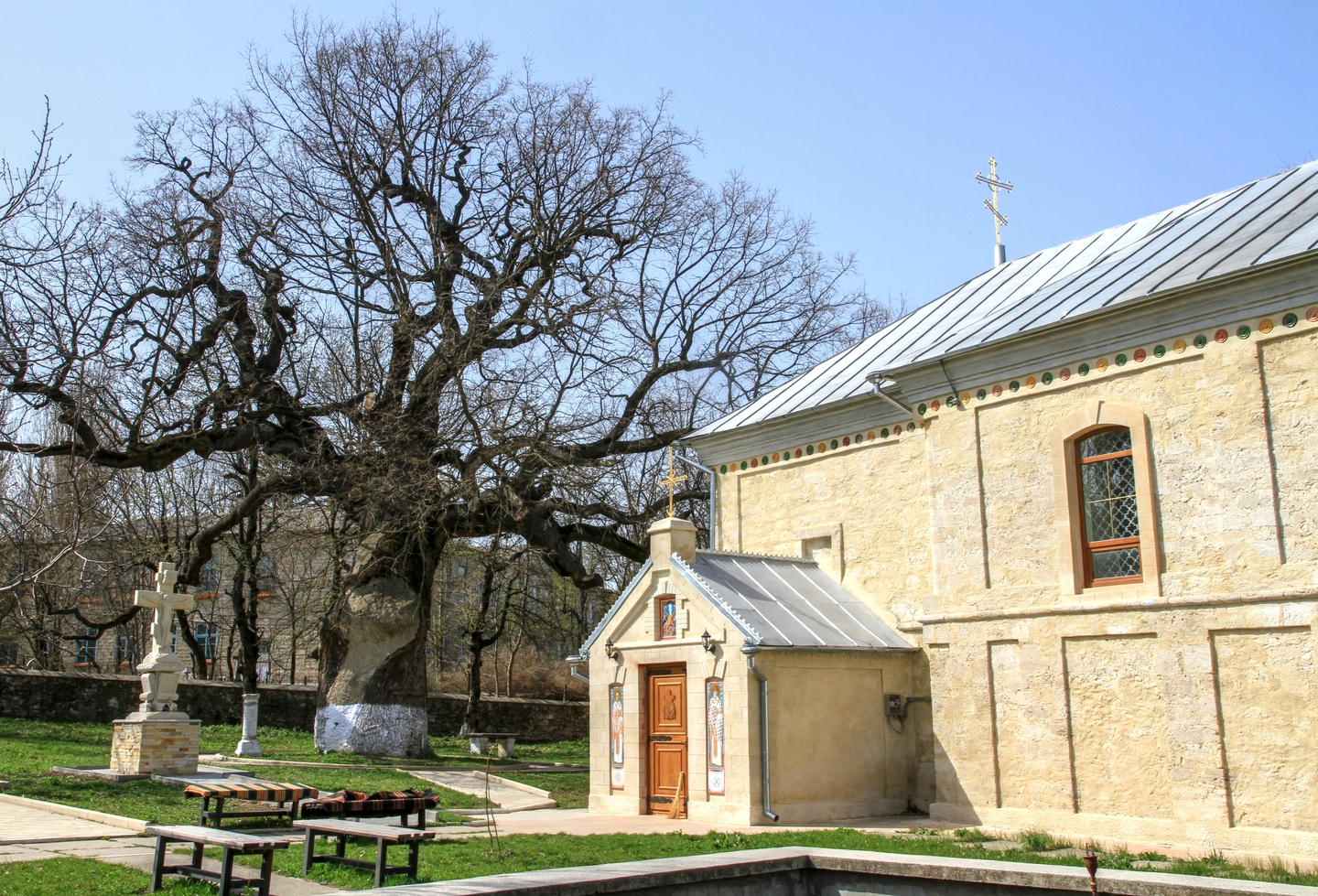
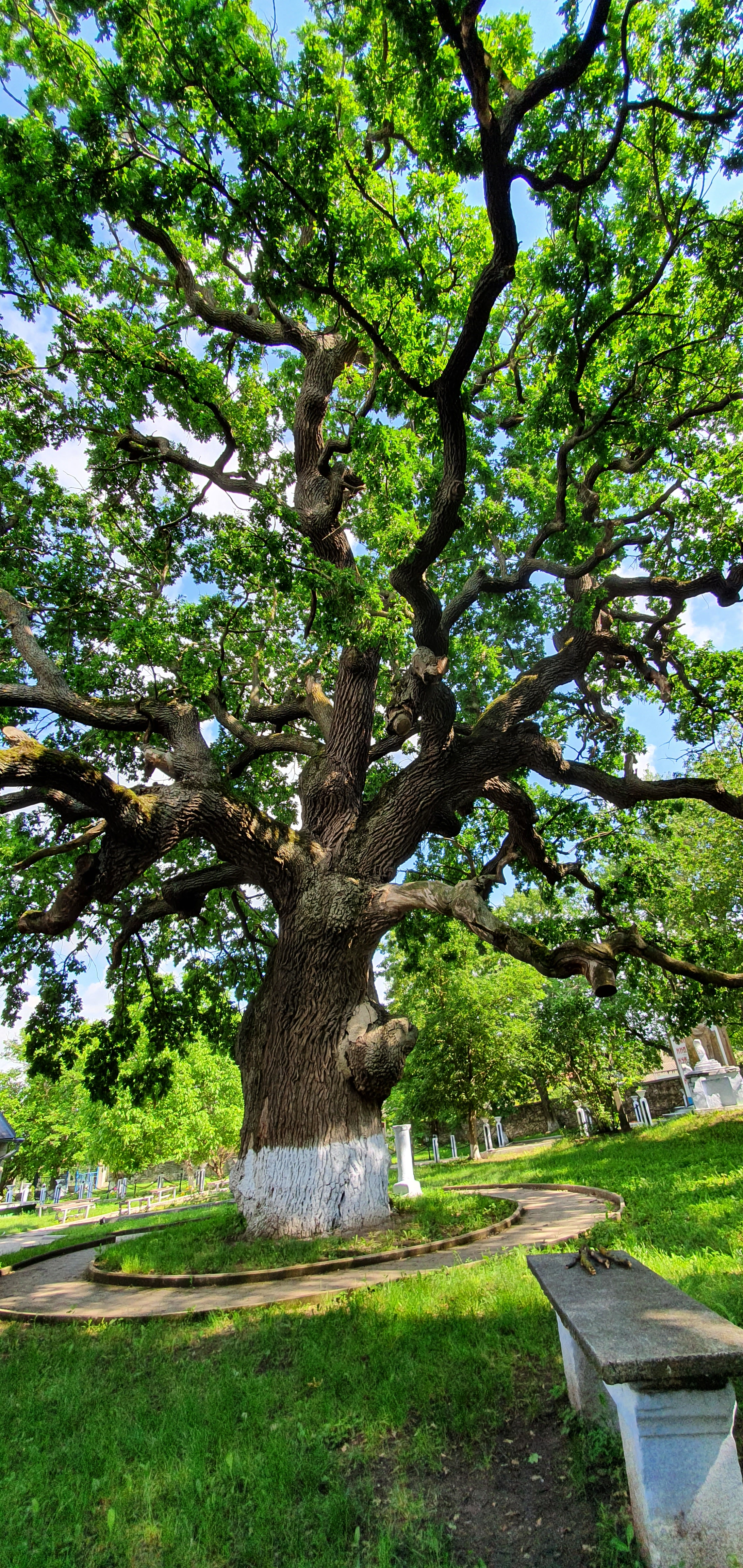
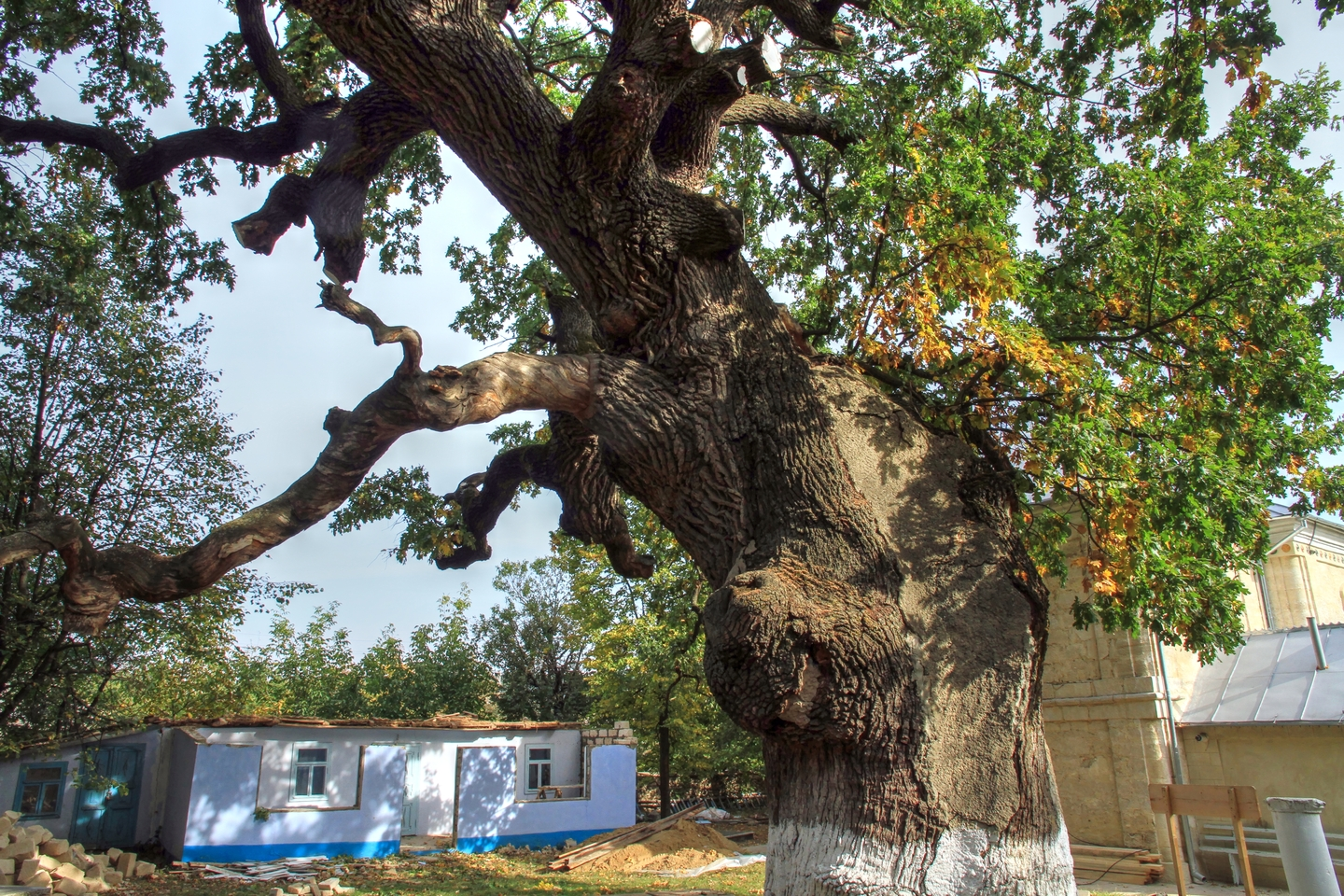
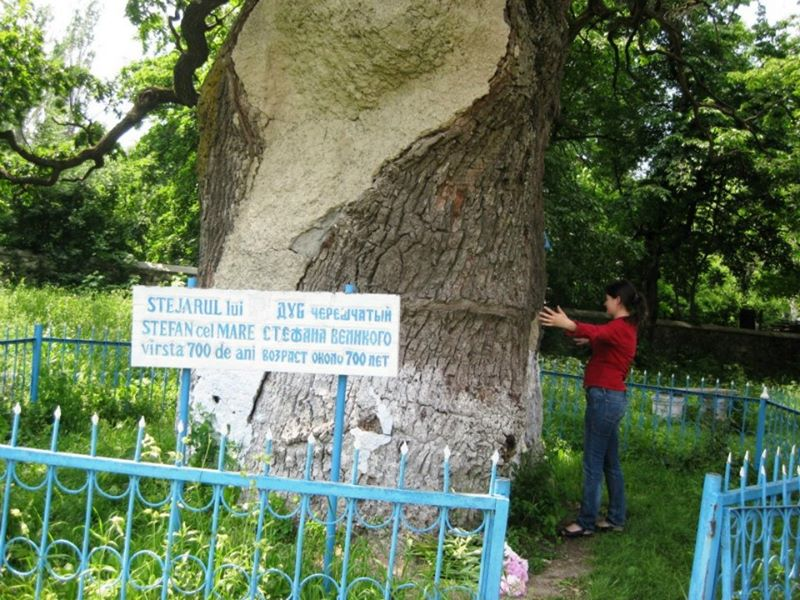
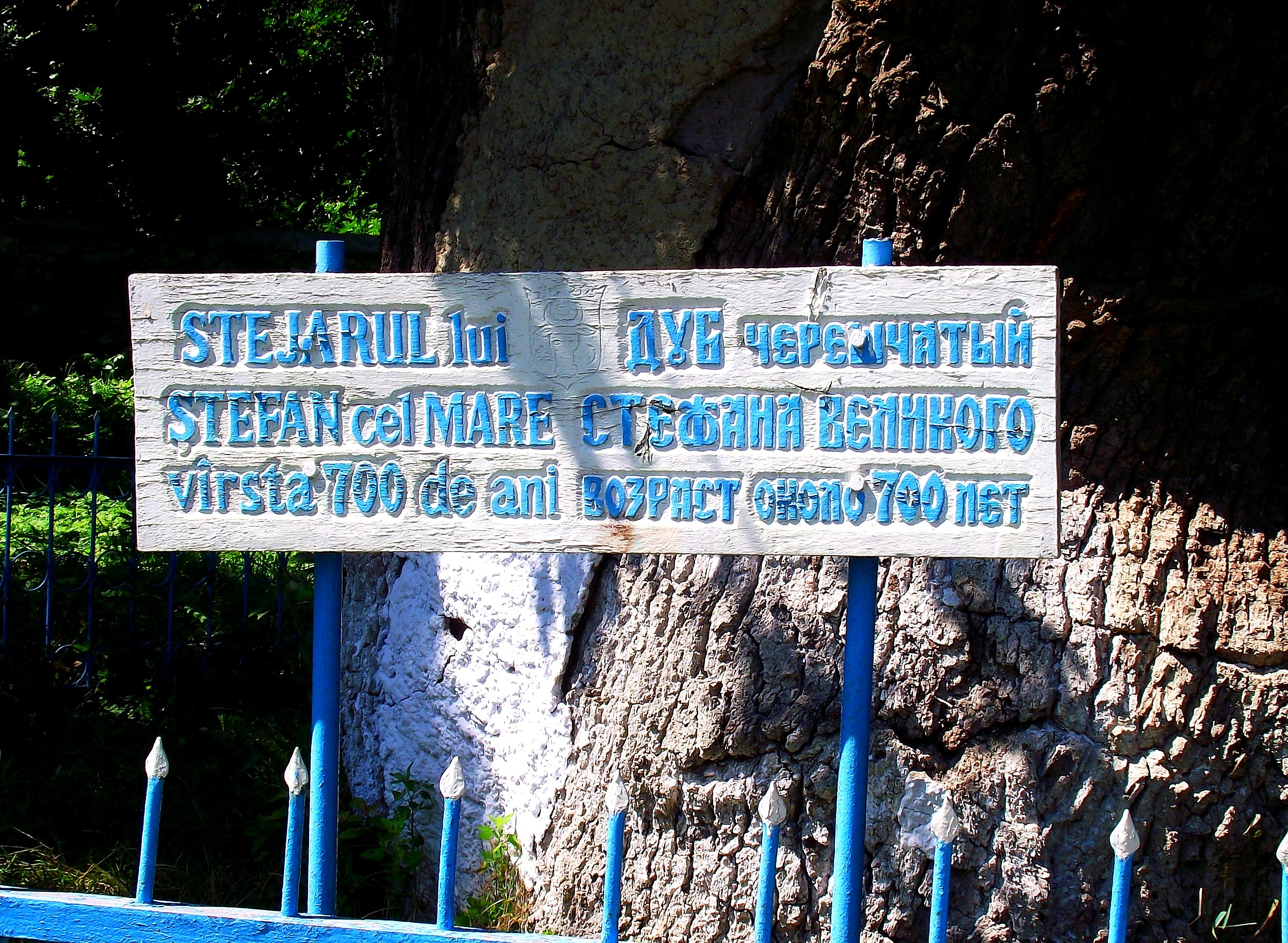
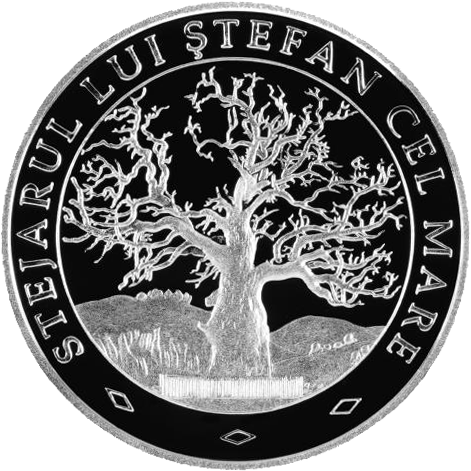
Reversul monedei comemorative „Stejarul lui Ștefan al III-lea”.

## Personalități

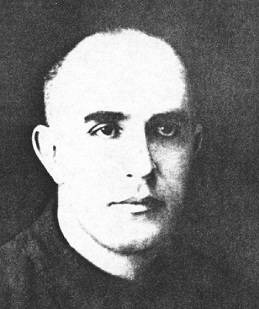
Boris Kamkov

### Născuți în Cobîlea
- Boris Kamkov (1885–1938), socialist, revoluționar rus, unul dintre fondatorii Partidului Socialist Revoluționar de Stânga;
- Simion Cibotaru (1929–1984), critic și istoric literar, secretar al Uniunii Scriitorilor din RSSM, (1978-1984) redactor-șef al revistei „Limba și Literatura Moldovenească”;
- Arhip Cibotaru (1935–2010), poet, prozator și dramaturg;
- Valerian Ciobanu (n. 1958), scriitor, jurnalist;
- Tatiana Lisnic (n. 1974), soprană;
- Arhimandrit Hrizostom (cunoscut ca părintele Ioan Sochircă);
- Nina Gusca, colaborator științific principal la Institutul de Fiziologie al Academiei de Știință din Republica Moldova;
- Tamara Lisnic-Ciobanu, profesoara la Universitatea de Stat din Moldova, întemeietoarea primului liceu român-german din Moldova;
- Radu Lefter (n. 2001), luptător sportiv.